# Sim Gwon-ho
Sim Gwon-ho (ur. 12 października 1972) – południowokoreański zapaśnik w stylu klasycznym. Dwukrotny złoty medalista olimpijski w Atlancie 1996 i Sydney 2000. Startował w kategorii 48–54 kg.
Dwukrotny mistrz świata z 1995 i 1998. Złoto na igrzyskach azjatyckich w 1994 i 1998. Zdobył pięć medali mistrzostw Azji, w tym trzy złote - 1995, 1996 i 1999. Pierwszy w Pucharze Świata w 1993 i 1996; drugi w 1997 roku.